# Horace Archambeault
Horace Archambeault, également épellé Archambault, né le 6 mars 1857 à L'Assomption et mort le 25 août 1918 à Trois-Pistoles, est un juriste et homme politique québécois. De 1911 à 1918, il est juge en chef du Québec.

## Biographie
Il est le fils du député Louis Archambeault et d'Élizabeth Dugal. Il est le frère de l'évêque Joseph-Alfred Archambeault.

### Études et carrière d'avocat
Il étudie au Collège de l'Assomption, puis au Séminaire de Québec et à l'Université Laval. Il est admis au barreau du Québec le 1er octobre 1878. Il exerce la profession d'avocat à Montréal avec son frère Henri Archambeault, puis avec J.-A Bonnin, Henri-Benjamin Rainville et Honoré Gervais. Il est professeur à l'Université Laval à Montréal en droit commercial et maritime à partir de 1881. Il devient docteur en droit en 1886 et est créé conseiller de la reine en 1889. Il est secrétaire de la faculté de droit[Laquelle ?] de 1886 à 1891, puis doyen de 1915 jusqu'à son décès. Il est bâtonnier du Québec en 1900-1901.

### Politique
Le 6 juin 1888, il est nommé au Conseil législatif du Québec pour représenter la division de Repentigny, celle de son père. Il appuie le Parti libéral du Québec. De 1897 à 1905, au sein des cabinets Marchand puis Parent, il occupe le poste de procureur général. Il est orateur du Conseil législatif du 19 juin 1897 au 17 septembre 1908, date de sa démission du conseil.

### Juge
Le 17 septembre 1908, il est nommé juge à la Cour du banc du roi. Il est juge en chef du Québec du 10 août 1911 au 25 août 1918 et administrateur du Québec du 24 décembre 1914 au 8 février 1915 et du 6 février au 7 avril 1918.

## Distinctions
- 1905 : Chevalier de l'Ordre de Saint-Michel et Saint-George